# Johan Petter Johansson

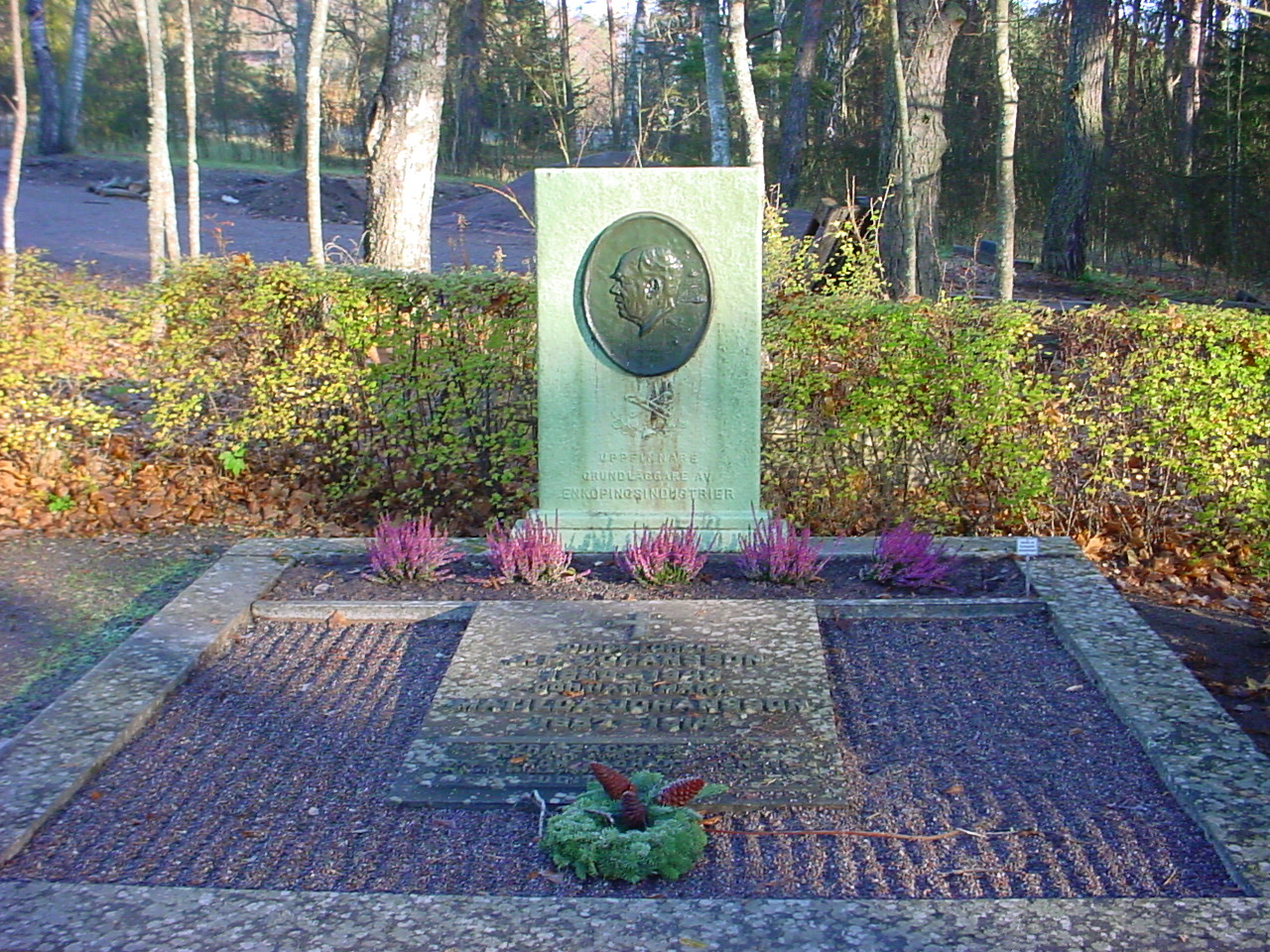
Grób Johana Pettera Johanssona w Enköping (2008)

Johan Petter Johansson (ur. 12 grudnia 1853 w Vårgårda, zm. 25 sierpnia 1943 w Enköping) – szwedzki wynalazca i przemysłowiec.

## Życiorys
Urodził się w Vårgårda w zachodniej Szwecji. Ukończył tylko 4-letnią szkołę podstawową. Był najstarszym z siedmiorga dzieci. Pomagał rodzicom podejmując różne prace. W 1871 roku zatrudnił się w kopalni torfu jako palacz kotła maszyny parowej.
W 1881 roku ożenił się z Ingrid Matildą Johansson. Gdy w 1883 roku jego rodzice wyjechali do Stanów Zjednoczonych, pozostał w Szwecji i założył własne przedsiębiorstwo w Enköping, które nazwał Warsztat Mechaniczny Enköping (Enköpings Mekaniska Verkstad). Początkowo wynajmował kuźnię w centrum, a po dwóch latach kupił działkę z wodospadem i zbudował  własny zakład. Aby sprzedawać swoje produkty w 1890 roku zawarł umowę z fińsko-szwedzkim przedsiębiorcą BA Hjortem. Powstała wtedy BA Hjorth & Company znana pod nazwą Bahco. W 1916 roku przekazał przedsiębiorstwo swojemu synowi. W 1891 roku został wybrany do Szwedzkiego Stowarzyszenia Wynalazców (Svenska Uppfinnareföreningen).
W 1919 roku otworzył nową fabrykę, która produkowała lampy. Zmarł w Enköping i tam został pochowany.

## Wynalazki
Johan Petter Johansson opatentował ponad 100 wynalazków. W 1888 roku opracował i opatentował klucz nastawny do rur który nazwał „żelazną ręką”, który w Polsce znany jest pod nazwą klucz szwedzki. W 1919 roku zaprojektował lampę biurową z ruchomym ramieniem, która miała poprawić oświetlenie w biurach, szpitalach i warsztatach.

## Muzeum
W Enköping w najstarszym budynku biurowym z 1899 roku do roku 2018 działało małe muzeum w którym prezentowano wynalazki Johanssona. Zostało zamknięte ponieważ Bahco zostało kupione przez amerykańską firmę i produkcję przeniesiono między innymi do Argentyny.